# Paris Masters
Paris Masters là một giải quần vợt chuyên nghiệp dành cho các vận động nam. Giải được tổ chức tại sân trong nhà AccorHotels Arena, thủ đô Paris, Pháp. Sự kiện này là một phần ATP World Tour Masters 1000 của Hiệp hội quần vợt nhà nghề (ATP).

## Giới thiệu
Giải quần vợt Paris Masters, tên chính thức BNP Paribas Masters (mang tên nhà tài trợ), là một giải đấu quần vợt nam tổ chức hàng năm ở Cung thể thao Paris-Bercy vào đầu tháng 11. Được bắt đầu từ năm 1986, trước 2002, giải mang tên Open de Paris, tức Paris mở rộng. Ngày nay giải mang tên ngân hàng BNP Paribas và thuộc ATP Masters Series, hệ thống 9 giải quan trọng chỉ sau 4 giải Grand Slam. BNP Paribas Masters còn được xem như giải quần vợt thi đấu trong nhà danh giá nhất. Giải được xếp lịch là giải quần vợt nam cuối cùng trước giải ATP World Tour Finals, do vậy thường xác định những suất tham dự cuối của ATP World Tour Finals.

## Điểm và tiền thưởng

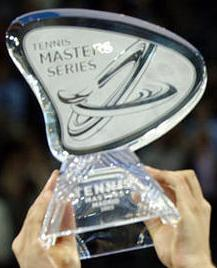
Cúp vô địch

Hệ thống điểm của ATP
| Vòng      | Điểm | Điểm kỹ thuật | Tiền thưởng |
| --------- | ---- | ------------- | ----------- |
| Vô địch   | 100  | 500           | 340 000 €   |
| Chung kết | 70   | 350           | 170 000 €   |
| Bán kết   | 45   | 225           | 85 000 €    |
| Vòng 1/4  | 25   | 125           | 42 000 €    |
| Vòng 1/8  | 15   | 75            | 21 250 €    |
| Vòng 1/16 | 7    | 35            | 11 800 €    |
| Vòng 1/32 | 1    | 5             | 5 930 €     |

## Danh sách chung kết
Nguồn: Tennis Corner

### Đơn
| Năm     | Vô địch            | Á quân             | Tỷ số                              |
| ------- | ------------------ | ------------------ | ---------------------------------- |
| 1968    | Milan Holeček      | Robert Carmichael  | 6–4, 10–8, 3–6, 6-3                |
| 1969    | Tom Okker          | Butch Buchholz     | 8–6, 6–2, 6–1                      |
| 1970    | Arthur Ashe        | Marty Riessen      | 7–6, 6–4, 6–3                      |
| 1971    | Stan Smith         | Francois Jauffret  | 6–2, 6–4, 7–5                      |
| 1972    | Stan Smith         | Andrés Gimeno      | 6–2, 6–2, 7–5                      |
| 1973    | Ilie Năstase       | Stan Smith         | 4–6, 6–1, 3–6, 6–0, 6–2            |
| 1974    | Brian Gottfried    | Eddie Dibbs        | 6–3, 5–7, 8–6, 6–0                 |
| 1975    | Tom Okker          | Arthur Ashe        | 6–3, 2–6, 6–3, 3–6, 6–4            |
| 1976    | Eddie Dibbs        | Jaime Fillol       | 5–7, 6–4, 6–4, 7–6                 |
| 1977    | Corrado Barazzutti | Brian Gottfried    | 7–6, 7–6, 6–7, 3–6, 6–4            |
| 1978    | Robert Lutz        | Tom Gullikson      | 6–2, 6–2, 7–6                      |
| 1979    | Harold Solomon     | Corrado Barazzutti | 6–3, 2–6, 6–3, 6–4                 |
| 1980    | Brian Gottfried    | Adriano Panatta    | 4–6, 6–3, 6–1, 7–6                 |
| 1981    | Mark Vines         | Pascal Portes      | 6–2, 6–4, 6–3                      |
| 1982    | Wojciech Fibak     | Bill Scanlon       | 6–2, 6–2, 6–2                      |
| 1983–85 | Không tổ chức      | Không tổ chức      | Không tổ chức                      |
| 1986    | Boris Becker       | Sergio Casal       | 6–4, 6–3, 7–6                      |
| 1987    | Tim Mayotte        | Brad Gilbert       | 2–6, 6–3, 7–5, 6–7, 6–3            |
| 1988    | Amos Mansdorf      | Brad Gilbert       | 6–3, 6–2, 6–3                      |
| 1989    | Boris Becker       | Stefan Edberg      | 6–4, 6–3, 6–3                      |
| 1990    | Stefan Edberg      | Boris Becker       | 3–3, retired                       |
| 1991    | Guy Forget         | Pete Sampras       | 7–6(11–9), 4–6, 5–7, 6–4, 6–4      |
| 1992    | Boris Becker       | Guy Forget         | 7–6(7–3), 6–3, 3–6, 6–3            |
| 1993    | Goran Ivanišević   | Andriy Medvedev    | 6–4, 6–2, 7–6(7–2)                 |
| 1994    | Andre Agassi       | Marc Rosset        | 6–3, 6–3, 4–6, 7–5                 |
| 1995    | Pete Sampras       | Boris Becker       | 7–6(7–5), 6–4, 6–4                 |
| 1996    | Thomas Enqvist     | Yevgeny Kafelnikov | 6–2, 6–4, 7–5                      |
| 1997    | Pete Sampras       | Jonas Björkman     | 6–3, 4–6, 6–3, 6–1                 |
| 1998    | Greg Rusedski      | Pete Sampras       | 6–4, 7–6(7–4), 6–3                 |
| 1999    | Andre Agassi       | Marat Safin        | 7–6(7–1), 6–2, 4–6, 6–4            |
| 2000    | Marat Safin        | Mark Philippoussis | 3–6, 7–6(9–7), 6–4, 3–6, 7–6(10–8) |
| 2001    | Sébastien Grosjean | Yevgeny Kafelnikov | 7–6(7–3), 6–1, 6–7(5–7), 6–4       |
| 2002    | Marat Safin        | Lleyton Hewitt     | 7–6(7–4), 6–0, 6–4                 |
| 2003    | Tim Henman         | Andrei Pavel       | 6–2, 7–6(8–6), 7–6(7–2)            |
| 2004    | Marat Safin        | Radek Štěpánek     | 6–3, 7–6(7–5), 6–3                 |
| 2005    | Tomáš Berdych      | Ivan Ljubičić      | 6–3, 6–4, 3–6, 4–6, 6–4            |
| 2006    | Nikolay Davydenko  | Dominik Hrbatý     | 6–1, 6–2, 6–2                      |
| 2007    | David Nalbandian   | Rafael Nadal       | 6–4, 6–0                           |
| 2008    | Jo-Wilfried Tsonga | David Nalbandian   | 6–3, 4–6, 6–4                      |
| 2009    | Novak Djokovic     | Gaël Monfils       | 6–2, 5–7, 7–6(7–3)                 |
| 2010    | Robin Söderling    | Gaël Monfils       | 6–1, 7–6(7–1)                      |
| 2011    | Roger Federer      | Jo-Wilfried Tsonga | 6–1, 7–6(7–3)                      |
| 2012    | David Ferrer       | Jerzy Janowicz     | 6–4, 6–3                           |
| 2013    | Novak Djokovic     | Rafael Nadal       | 6–3, 6–4                           |
| 2014    | Novak Djokovic     | Milos Raonic       | 6–2, 6–3                           |
| 2015    | Novak Djokovic     | Andy Murray        | 6–2, 6–4                           |
| 2016    | Andy Murray        | John Isner         | 6–3, 6–7,6-4                       |
| 2017    | Jack Sock          | Filip Krajinovic   | 5-7,6-4,6-1                        |
| 2018    | Karen Khachanov    | Novak Djokovic     | 7-5,6-4                            |

### Đôi
| Năm                        | Vô địch                               | Á quân                            | Tỷ số chung cuộc |
| -------------------------- | ------------------------------------- | --------------------------------- | ---------------- |
| 2008                       | Jonas Bjorkman / Kevin Ullyett        | Jeff Coetzee / Wesley Moodie      | 6–2, 6–2         |
| 2007                       | Bob Bryan / Mike Bryan                | Daniel Nestor / Nenad Zimonjić    | 6-3, 7-6(3)      |
| 2006                       | Arnaud Clément / Michaël Llodra       | Fabrice Santoro / Nenad Zimonjić  | 7-6(4), 6-2      |
| 2005                       | Bob Bryan / Mike Bryan                | Mark Knowles / Daniel Nestor      | 6-4, 6-7(3), 6-4 |
| 2004                       | Jonas Björkman / Todd Woodbridge      | Wayne Black / Kevin Ullyett       | 6-3, 6-4         |
| 2003                       | Wayne Arthurs / Paul Hanley           | Michaël Llodra / Fabrice Santoro  | 6-3, 1-6, 6-3    |
| 2002                       | Nicolas Escudé / Fabrice Santoro      | Gustavo Kuerten / Cédric Pioline  | 6-3, 6-3         |
| 2001                       | Ellis Ferreira / Rick Leach           | Mahesh Bhupathi / Leander Paes    | 5-7, 7-6(2), 6-4 |
| 2000                       | Nicklas Kulti / Max Mirnyi            | Paul Haarhuis / Daniel Nestor     | 7-6(6), 7-5      |
| 1999                       | Sébastien Lareau / Alex O'Brien       | Paul Haarhuis / Jared Palmer      | 6-1, 6-3         |
| 1998                       | Mahesh Bhupathi / Leander Paes        | Jacco Eltingh / Paul Haarhuis     | 7-6, 7-6         |
| 1997                       | Jacco Eltingh / Paul Haarhuis         | Rick Leach / Jonathan Stark       | 6-2, 6-4         |
| 1996                       | Jacco Eltingh / Paul Haarhuis         | Yevgeny Kafelnikov / Daniel Vacek | 6-2, 6-4         |
| 1995                       | Grant Connell / Patrick Galbraith     | Jim Grabb / Todd Martin           | 6-3, 7-6         |
| 1994                       | Jacco Eltingh / Paul Haarhuis         | Byron Black / Jonathan Stark      | 6-4, 6-3         |
| 1993                       | Byron Black / Jonathan Stark          | Tom Nijssen / Cyril Suk           | 7-6, 6-4         |
| 1992                       | John McEnroe / Patrick McEnroe        | Patrick Galbraith / Danie Visser  | 7-6, 6-3         |
| 1991                       | John Fitzgerald / Anders Järryd       | Kelly Jones / Rick Leach          | 7-6, 6-4         |
| 1990                       | Scott Davis / David Pate              | Darren Cahill / Mark Kratzmann    | 7-6, 7-6         |
| 1989                       | John Fitzgerald / Anders Järryd       | Jakob Hlasek / Eric Winogradsky   | 7-6, 6-4         |
| 1988                       | Paul Annacone / John Fitzgerald       | Jim Grabb / Christo van Rensburg  | 6-2, 6-2         |
| 1987                       | Jakob Hlasek / Claudio Mezzadri       | Scott Davis / David Pate          | 7-6, 6-2         |
| 1986                       | Peter Fleming / John McEnroe          | Mansour Bahrami / Diego Pérez     | 6-3, 6-2         |
| 1983 - 1985: Không tổ chức |                                       |                                   |                  |
| 1982                       | Brian Gottfried / Bruce Manson        | Jay Lapidus / Richard Meyer       | 6-4, 6-2         |
| 1981                       | Ilie Năstase / Yannick Noah           | Andrew Jarrett / Jonathan Smith   | 6-4, 6-4         |
| 1980                       | Paolo Bertolucci / Adriano Panatta    | Brian Gottfried / Raymond Moore   | 6-4, 6-4         |
| 1979                       | Jean-Louis Haillet / Gilles Moretton  | John Lloyd / Tony Lloyd           | 7-6, 7-6         |
| 1978                       | Bruce Manson / Andrew Pattison        | Ion Ţiriac / Guillermo Vilas      | 7-6, 6-2         |
| 1977                       | Brian Gottfried / Raúl Ramírez        | Jeff Borowiak / Roger Taylor      | 6-2, 6-0         |
| 1976                       | Tom Okker / Marty Riessen             | Fred McNair / Sherwood Stewart    | 6-2, 6-2         |
| 1975                       | Wojtek Fibak / Karl Meiler            | Ilie Năstase / Tom Okker          | 6-3, 9-8         |
| 1974                       | Patrice Dominguez / François Jauffret | Brian Gottfried / Raúl Ramírez    | 7-5, 6-4         |
| 1973                       | Juan Gisbert / Ilie Năstase           | Arthur Ashe / Roscoe Tanner       | 6-3, 6-4         |
| 1972                       | Pierre Barthès / François Jauffret    | Andrés Gimeno / Juan Gisbert      | 6-7, 6-2, 6-3    |